# Cameron Hepple
Cameron Robert Hepple (ur. 19 maja 1988 w Nassau) – bahamski piłkarz pochodzenia angielskiego występujący na pozycji ofensywnego pomocnika, obecnie zawodnik angielskiego Farnborough.
Wcześniej występował w bahamskim Bears FC, amerykańskich Bowling Green Falcons, Bradenton Academics i Kitsap Pumas, a także albańskim KF Tirana. W 2004 roku zadebiutował w reprezentacji Bahamów.